# Agía Iríni (Réthymnon)
Pour les articles homonymes, voir Agía Iríni.
Agía Iríni, en grec moderne : Αγία Ειρήνη, est un village du dème de Réthymnon, en Crète, en Grèce. Selon le recensement de 2011, la population d'Agía Iríni compte 75 habitants. Le village est situé à une altitude de 260 m et à 5 km de Réthymnon.